# Campeonato Mundial de Para-Atletismo de 2017 - Lançamento de pino feminino
As competições de lançamento de pino feminino no Campeonato Mundial de Para-Atletismo de 2017 foram divididas em duas categorias conforme o tipo e grau de deficiência das atletas.

## Sumário de medalhistas
| Cat. | Medalha de ouro | Medalha de prata | Medalha de bronze |
| ---- | --------------- | ---------------- | ----------------- |
| F32  | Mounia Gasmi    | Maroua Ibrahmi   | Gemma Prescott    |
| F51  | Zoia Ovsii      | Cassie Mitchell  | Rachael Morrison  |

## Categoria F32
A disputa ocorreu em uma final única entre nove atletas, em 14 de julho. Cada atleta teve até seis lançamentos e a maior distância obtida seria a pontuação final. Ao final do terceiro lançamento, a última colocada até o momento foi eliminada. Os resultados estão em metros.
| Pos.              | Atleta                | País                   | #1    | #2    | #3    | #4    | #5    | #6    | Resultado | Notas |
| ----------------- | --------------------- | ---------------------- | ----- | ----- | ----- | ----- | ----- | ----- | --------- | ----- |
| Medalha de ouro   | Mounia Gasmi          | Argélia                | 23,90 | 25,07 | 24,70 | 22,29 | 23,34 | 22,52 | 25,07     |       |
| Medalha de prata  | Maroua Ibrahmi        | Tunísia                | 23,04 | 23,67 | 24,07 | 22,02 | 24,52 | 23,86 | 24,52     |       |
| Medalha de bronze | Gemma Prescott        | Reino Unido            | 18,24 | 19,37 | 19,66 | 16,76 | 19,97 | 19,76 | 19,97     |       |
| 4                 | Anastasiia Moskalenko | Ucrânia                | 17,77 | 17,42 | 16,38 | 16,28 | 13,03 | 14,57 | 17,77     |       |
| 5                 | Noura Alktebi         | Emirados Árabes Unidos | 13,62 | 15,72 | 17,10 | 15,68 | 16,75 | 15,36 | 17,10     |       |
| 6                 | Anna Muzikova         | Chéquia                | 15,01 | 15,47 | 15,46 | 14,98 | 15,77 | 15,00 | 15,77     |       |
| 7                 | Sara Alqubaisi        | Emirados Árabes Unidos | 0     | 14,45 | 15,03 | 0     | 0     | 15,19 | 15,19     |       |
| 8                 | Abbie Hunnisett       | Reino Unido            | 13,18 | 15,02 | 0     | 0     | 0     | 0     | 15,02     |       |
| 9                 | Katarzyna Slomka      | Polónia                | 12,97 | 12,99 | 13,68 | -     | -     | -     | 13,68     |       |

## Categoria F51
A disputa ocorreu em uma final única entre sete atletas, em 14 de julho. Cada atleta teve até seis lançamentos e a maior distância obtida seria a pontuação final. Os resultados estão em metros.
| Pos.              | Atleta             | País           | #1    | #2    | #3    | #4    | #5    | #6    | Resultado | Notas                 |
| ----------------- | ------------------ | -------------- | ----- | ----- | ----- | ----- | ----- | ----- | --------- | --------------------- |
| Medalha de ouro   | Zoia Ovsii         | Ucrânia        | 21,66 | 23,73 | 22,08 | 21,79 | 22,54 | 23,74 | 23,74     | Recorde do campeonato |
| Medalha de prata  | Cassie Mitchell    | Estados Unidos | 21,45 | 23,37 | 0     | 0     | 21,33 | 20,97 | 23,37     |                       |
| Medalha de bronze | Rachael Morrison   | Estados Unidos | 21,28 | 21,64 | 20,69 | 18,35 | 20,43 | 22,92 | 22,92     |                       |
| 4                 | Joanna Butterfield | Reino Unido    | 22,25 | 22,54 | 21,80 | 22,31 | 21,91 | 22,33 | 22,54     |                       |
| 5                 | Kylie Grimes       | Reino Unido    | 16,99 | 18,43 | 18,31 | 16,08 | 18,62 | 17,50 | 18,62     |                       |
| 6                 | Ekta Bhyan         | Índia          | 10,69 | 12,85 | 14,63 | 13,97 | 12,29 | 11,59 | 14,63     |                       |
| 7                 | Dana-Gaye Weller   | Jamaica        | 7,02  | 6,55  | 7,20  | 0     | 6,54  | 6,63  | 7,20      |                       |